# Patrioti (fazione)

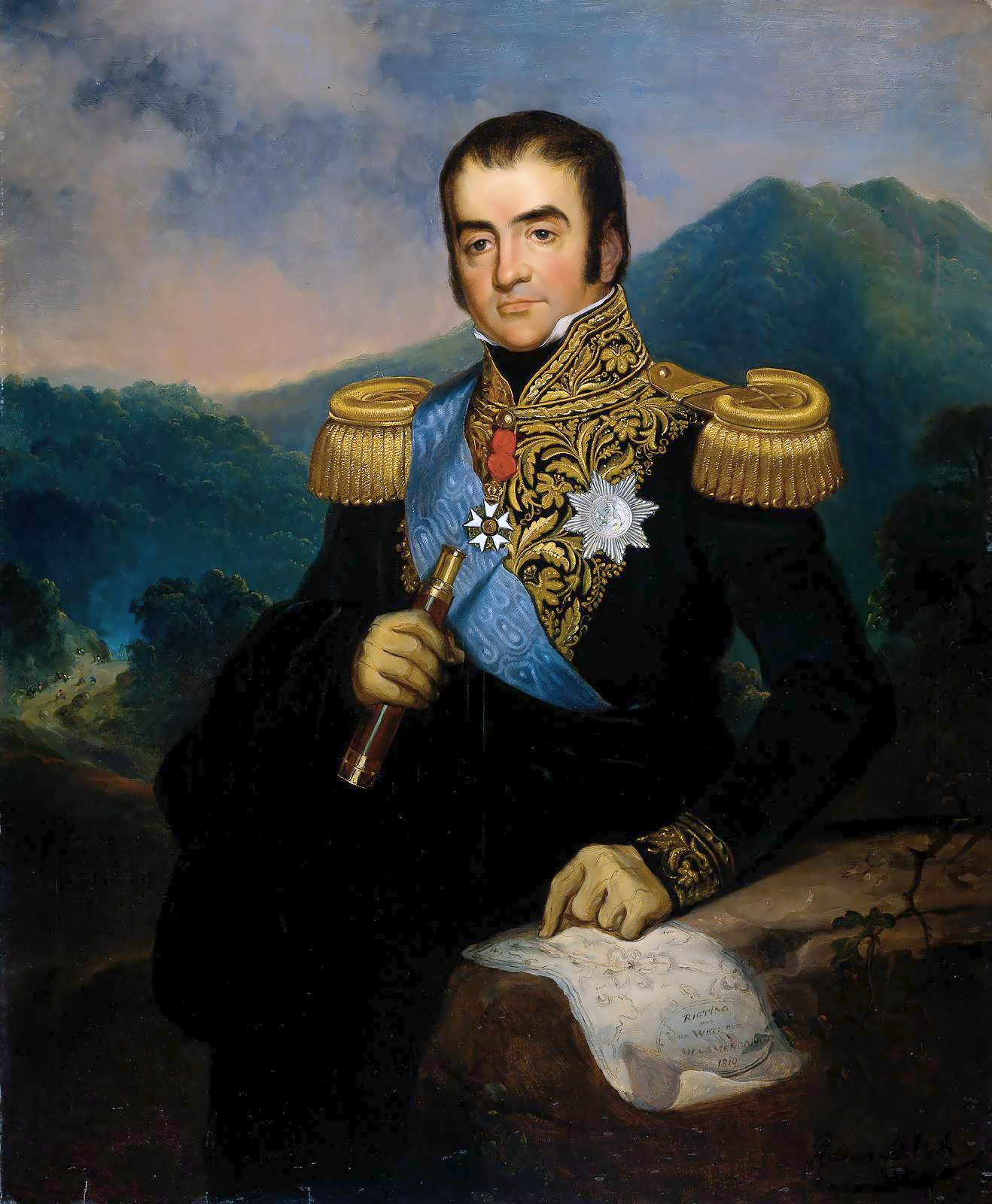
Herman Willem Daendels

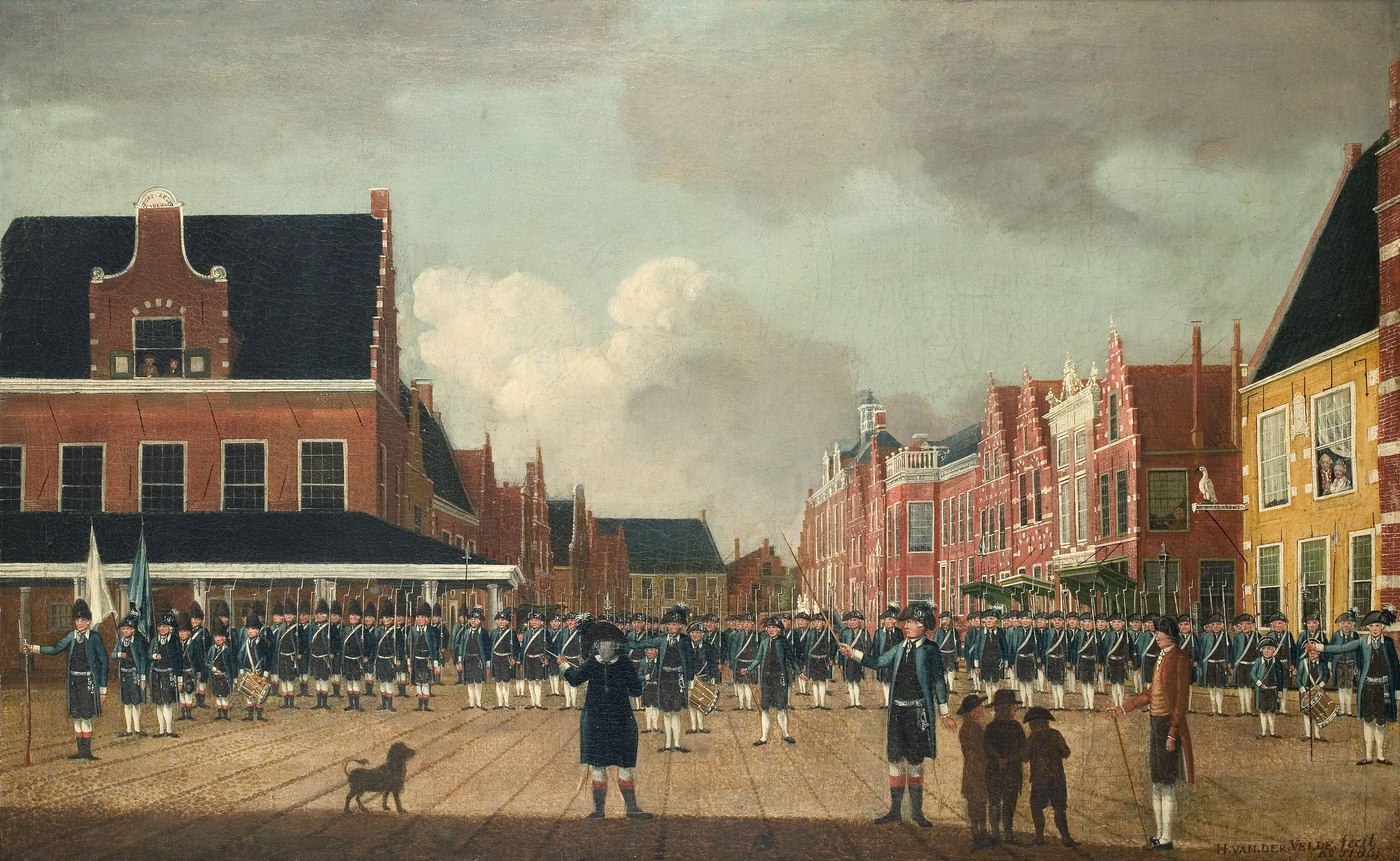
Exercitiegenootschap in Sneek (1786)

I Patrioti (in olandese: Patriotten) erano una fazione politica nella Repubblica delle Sette Province Unite nella seconda parte del XVIII secolo. Essi erano guidati da Joan van der Capellen tot den Pol e furono al potere dal novembre del 1782.
I Patrioti si battevano per la rimozione dello statolder Guglielmo V di Orange-Nassau. Le cause del loro scontento erano il sistema ereditario dell'assegnazione delle cariche, il declino del commercio orientale della Compagnia olandese delle Indie orientali, la disoccupazione nell'industria tessile, l'andamento della Quarta guerra anglo-olandese e il desiderio di maggiore democrazia. La classe media e l'alta borghesia guardavano agli Stati Uniti d'America e alla loro Dichiarazione di indipendenza e all'Atto di abiura olandese (1581) e cominciarono a reclamare i loro diritti (messi per iscritto per la prima volta nel 1579 con il trattato dell'Unione di Utrecht).
I Patrioti formarono delle milizie o gruppi paramilitari, come gli Exercitiegenootschap, e cercarono di persuadere il principe e le autorità cittadine ad ammettere i non-calvinisti nel consiglio cittadino (vroedschap). Gli aristocratici erano divisi in Orangisti, repubblicani e democratici. A partire dall'estate del 1785 sempre più repubblicani cominciarono a sostenere il principe. Questi non era disposto a introdurre riforme, ma era incapace di prendere le decisioni necessarie. Nella città di Utrecht i membri orangisti del governo furono mandati a casa dalle milizie locali guidate da Quint Ondaatje, un cittadino di Colombo. Un altro nome importante è quello di Herman Willem Daendels, che non riuscì a ottenere un seggio nel governo locale, quando le truppe statali occuparono la cittadina di Hattem.
Nel settembre del 1787 le milizie locali furono sconfitte dall'esercito prussiano intervenuto, guidato da Carlo Guglielmo Ferdinando di Brunswick-Wolfenbüttel, e allora molti Patrioti fuggirono in Francia, stabilendosi nell'area intorno a Dunkerque, dove potevano capire l'olandese fiammingo che si parlava lì.
Nella Repubblica olandese cinque leader furono condannati a morte. Anche se nessuna di queste sentenze fu eseguita, tutti e cinque i condannati furono esiliati. Nel 1789 i due leader radicali Francis Adrian Vanderkemp e Adam Gerard Mappa andarono negli Stati Uniti su invito di George Washington. Nel 1795, alcuni anni dopo la Rivoluzione francese, i Patrioti rimasti nel nord della Francia tornarono e con l'aiuto di un esercito francese fondarono la Repubblica Batava.